# 村瀬鞄行
株式会社村瀬鞄行（むらせ かばんこう）は、愛知県名古屋市に本社を置くランドセルや鞄などを製造、販売する企業。2022年3月、名古屋市中村区黄金通の社屋1階で「街角ランドセルミュージアム」を開設した。昭和期のランドセルなど13点を常設展示している。

## 沿革
- 1957年 - 名古屋市中村区権現通1丁目に開業
- 1971年 - 名古屋市中村区権現通4丁目に移転
- 1978年 - 「eddy」ブランドを発売
- 1982年 - 名古屋市中村区黄金通4丁目10番地に移転
- 1987年 - "レディスビジネス"中小企業庁長官賞受賞
- 1988年 - "オーバーナイト"通産省生活産業局長賞受賞
- 1992年 - 「トップ」ランドセルを発売
- 1993年 - "スリーウェイバッグ"(財)生活用品振興センター理事賞受賞
- 1996年 - 「CROSS BRAEMAR」ブランドを発売
- 1998年 - "オーバーナイト"日本百貨店協会会長賞受賞
- 2000年 - 「軽パッチョ」ランドセルを発売
- 2000年 - "２本手ソフトアタッシュケース"但馬地域地場産業振興センター理事賞受賞
- 2004年 - 経営革新計画承認企業として承認される
- 2004年 - 本社 北倉庫増築
- 2005年 - 「ランドセル王国」販売開始
- 2005年
  - 本社 南倉庫増築
  - "ランドセル華"経済産業大臣賞受賞
- 2006年 - "ランドセル華"発売開始
- 2009年 - 製造直売店を事務所併設で開店「らんどせるランド」
- 2010年 - "有松絞りボストンバッグ"JAPAN LEATHER AWARD 2010 審査員特別賞
- 2015年
  - "イントレチャートランドセル"JAPAN LEATHER AWARD 2015 生活雑貨部門賞受賞
  - "ウェディングドレスランドセル"第35回 日本かばん技術創作コンクール 中小企業庁長官賞受賞
- 2016年 - 東京都渋谷区渋谷1-9-5に東京都に「渋谷店」を開店。直売店名を「村瀨鞄行」に統一。
- 2017年
  - 3月 - 経済産業省より「はばたく中小企業・小規模事業者300社」に選定および受賞
  - 4月 - 創業60周年
- 2019年
  - 8月 -  "ランドセル ARIMATSU"第37回 日本かばん技術創作コンクール 経済産業大臣賞受賞
  - 10月 -  "ランドセル HideRU (ひでる)"Japan Leather Award 2019　バッグ部門　ベストデザイン賞受賞